# Golfe nos Jogos Pan-Americanos de 2019 - Equipes mistas
A categoria Equipes mistas foi uma competição de golfe nos Jogos Pan-Americanos de 2019 disputada de 8 a 11 de agosto no Clube de Golfe de Lima em Lima, Peru. O placar das equipes em cada rodada foi a soma do placar mais baixo de cada homem e de cada mulher.
Uma equipe totalmente amadora dos Estados Unidos ganhou a medalha de ouro por cinco tacadas sobre o Paraguai .

## Calendário
Horário Local (UTC-5).
| Data         | Hora | Rodada   |
| ------------ | ---- | -------- |
| 8 de agosto  | 8:00 | Rodada 1 |
| 9 de agosto  | 8:00 | Rodada 2 |
| 10 de agosto | 8:00 | Rodada 3 |
| 11 de agosto | 8:00 | Rodada 4 |

## Resultados
O resultado final foi:
| Pos.              | País                     | Nome                                                                                                | Rodada 1        | Rodada 2        | Rodada 3        | Rodada 4        | Total     |
| ----------------- | ------------------------ | --------------------------------------------------------------------------------------------------- | --------------- | --------------- | --------------- | --------------- | --------- |
| Medalha de ouro   | USA Estados Unidos       | Brandon Wu (M-a) Stewart Hagestad (M-a) Emilia Migliaccio (F-a) Rose Zhang (F-a)                    | 134 64 65 70 72 | 133 65 73 68 76 | 138 70 68 72    | 139 71 70 69    | 544 (−24) |
| Medalha de prata  | PAR Paraguai             | Fabrizio Zanotti (M) Carlos Franco (M) Julieta Granada (F) Sofia García (F-a)                       | 134 64 71 70 74 | 138 67 69 71    | 139 68 71       | 138 70 72 68 72 | 549 (−19) |
| Medalha de bronze | CAN Canadá               | Austin Connelly (M) Joey Savoie (M-a) Mary Parsons (F-a) Brigitte Thibault (F-a)                    | 137 69 70 68 74 | 144 71 75 73    | 133 65 76 75 68 | 138 68 73 70 75 | 552 (−16) |
| 4                 | COL Colômbia             | Santiago Gomez (M) Ricardo Celia (M) Paula Hurtado-Restrepo (F) Paola Moreno (F)                    | 141 70 72 71    | 142 70 71 72 73 | 139 69 75 70 74 | 135 67 70 68 72 | 557 (−11) |
| 5                 | GUA Guatemala            | José Toledo (M) Daniel Gurtner (M-a) Pilar Echeverria (F-a) Valeria Mendizabal (F-a)                | 139 69 68 71 75 | 146 68 70 78    | 138 68 73 70 71 | 135 64 69 73 71 | 558 (−10) |
| T6                | ARG Argentina            | Miguel Ángel Carballo (M) Estanislao Goya (M) Ela Belen Anacona (F-a) Manuela Carbajo Re (F)        | 138 68 70 76 70 | 139 65 70 74 79 | 140 71 72 69 73 | 142 70 67 75 81 | 559 (−9)  |
| T6                | VEN Venezuela            | Manuel Torres (M) Wolmer Murillo (M) Valentina Gilly (F-a) Vanessa Gilly (F-a)                      | 139 72 70 71 69 | 137 65 70 72 76 | 142 70 72 75    | 141 69 72 77    | 559 (−9)  |
| T8                | MEX México               | Raúl Cortes (M) Gonzalo Rubio (M) Alejandra Llaneza (F) Ana Isabel González Cantú (F-a)             | 143 72 80 71 72 | 137 67 70 73    | 140 67 73 74    | 141 71 70 71    | 561 (−7)  |
| T8                | CHI Chile                | Guillermo Hinke (M) Felipe Aguilar (M) Antonia Irarrázaval (F-a) Natalia Villavicencio (F-a)        | 138 67 76 79 71 | 138 67 74 71 80 | 145 69 72 76 78 | 140 66 75 74 76 | 561 (−7)  |
| 10                | PER Peru                 | Luis Fernando Barco (M) Julian Perico (M-a) Micaela D. Faraha (F-a) María Palacios Siegenthaler (F) | 140 67 70 73 75 | 141 68 73 77    | 142 68 66 76 78 | 141 69 67 74 77 | 564 (−4)  |
| 11                | URU Uruguai              | Juan Álvarez (M) Facundo Alvarez (M-a) Sofia Garcia Austt (F-a) Jimena Marques Vazquez (F-a)        | 143 70 73       | 143 72 71 72 73 | 138 67 77 71 78 | 141 67 73 75 74 | 565 (−3)  |
| 12                | BRA Brasil               | Alexandre Rocha (M) Adilson da Silva (M) Nina Rissi Miozzo (F-a) Luiza Altmann (F)                  | 142 70 75 72 76 | 141 69 71 72 79 | 145 73 71 77 74 | 140 67 75 73    | 568 (E)   |
| 13                | DOM República Dominicana | Guillermo Pumarol (M) Juan Jose Guerra (M-a) Rachel Kuehn (F-a)                                     | 145 73 72 73    | 140 69 70 71    | 144 69 72 75    | 142 68 72 74    | 571 (+3)  |
| 14                | ECU Equador              | José Miranda (M) Mercedes Solange Gómez (F-a) María B. Arízaga (F-a)                                | 149 71 78 79    | 149 74 75 77    | 146 73 75 73    | 150 75 76 75    | 594 (+26) |
| 15                | PAN Panamá               | Jean Louis Ducruet (M) Michael Mendez (M) Laura Restrepo (F)                                        | 149 71 73 78    | 148 76 72       | 148 74 72 76    | 150 76 81 74    | 595 (+27) |

M = masculino, F = feminino, a = amador